# Bangawi Peulh
Bangawi Peulh (auch: Bangawi Peul, Londiodi, Londyori) ist ein Dorf in der Landgemeinde Karma in Niger.

## Geographie
Das von einem traditionellen Ortsvorsteher (chef traditionnel) geleitete Dorf befindet sich rund vier Kilometer östlich des Hauptorts Karma der gleichnamigen Landgemeinde, die zum Departement Kollo in der Region Tillabéri gehört. Ein Nachbardorf von Bangawi Peulh („Bangawi der Fulbe“) ist das am Fluss Niger gelegene Bangawi Zarma („Bangawi der Zarma“). Der Ortsname Bangawi bedeutet „Flusspferde-Jagd“.
Bangawi Peulh ist Teil der Übergangszone zwischen Sahel und Sudan. Die durchschnittliche jährliche Niederschlagshöhe beträgt hier zwischen 400 und 500 mm.

## Bevölkerung
Bei der Volkszählung 2012 hatte Bangawi Peulh 442 Einwohner, die in 43 Haushalten lebten. Bei der Volkszählung 2001 betrug die Einwohnerzahl 190 in 24 Haushalten und bei der Volkszählung 1988 belief sich die Einwohnerzahl auf 330 in 44 Haushalten.

## Wirtschaft und Infrastruktur
Es werden Rinder für die Milchproduktion gehalten. Es gibt eine Schule im Dorf. Bei Bangawi Peulh verläuft die asphaltierte Nationalstraße 1, die mit 1601,7 Kilometern längste Fernstraße Nigers.